# 蕭光明
蕭光明（1841年8月11日—1911年3月30日），字佐生，號輔山，臺灣鳳山縣六根庄（今屏東縣佳冬鄉佳冬村）人。

## 簡歷
蕭光明為客家人，年少時即在其舅舅楊某處學習經營米榖生意，後於嘉慶年間，與父親清華及兄長啟明一同跟隨清軍至港東里開拓，並創設了「蕭協興」號，初時為釀酒業；後經營有成，跨足至染布業、米榖業等，當時在台南市、茄苳腳庄等地均有房產，為一富商，故得以結交劉永福家人 。
1895年，乙未戰爭爆發，六堆客家義軍結成，由舉人李向榮任第九代六堆總理，蕭光明任副總理，率兵赴鳳山縣為援軍，但因下淡水溪水位暴漲不能渡而返回，兩人請辭，由邱鳳揚接任第十代總理，蕭光明改任左堆總理。同年農曆8月23日（新曆10月11日），日軍自今枋寮登陸，並分兵攻擊六根庄。蕭光明坐鎮步月樓，指揮左堆義軍與劉永福所留之兵士抵抗，但最後仍不支潰敗，次子蕭升祥陣亡，三子月祥重傷，此役後世稱為步月樓戰役。
其後，蕭光明攜兩名孫兒與副總理張海華渡海至廣東避難，至1899年返回台灣，向日本政府投降歸順，被日方任命為保甲局長，同年12月獲授紳章，後又獲勳六等，1911年病故。

## 家族
蕭光明的祖父蕭達梅，為第19世，至台灣開墾，住台南府鳳山縣下淡水港東中里六根庄。清道光六年時，在黑水溝往清國旅途中，因發生船難身故。蕭達梅與台南府女子結婚，生蕭清華與蕭清萼兄弟，蕭清華即為蕭光明父，曾於30歲時至張其光總兵下的李光軍營中任職。蕭清華生三男，長子鳳生早逝，次子蕭啟明（字連生），三男為蕭光明（字佐生）。

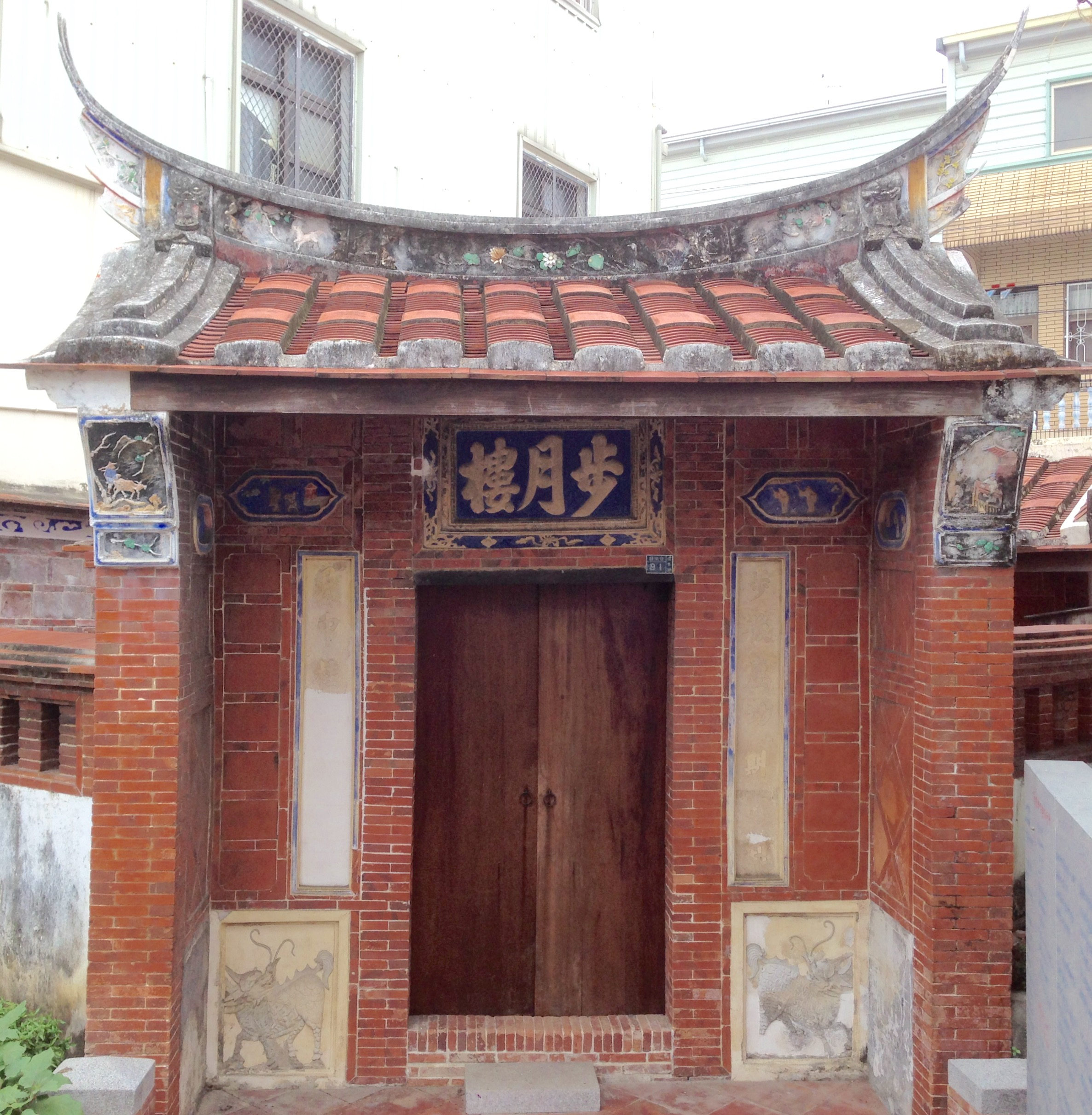
步月樓

- 蕭達梅:（1768-1826，松源蕭家第19世，佳冬蕭家移民台灣始祖）[4]
  - 蕭清華：（1801-1872，與楊氏結婚）[4]
    - 蕭鳳生：（長子，早夭）
    - 蕭啟明：（次子）
    - 蕭光明： （客家左堆總理，富商，保甲局長）
      - 蕭世祥 （長子）
        - 蕭恩鄉（1893年－1967年）[5]

      - 蕭升祥 （?-1895，步月樓戰役陣亡）
      - 蕭月祥 （三子）

  - 蕭清萼

蕭光明兒子蕭世祥，又名蕭贊堯，曾獲臺灣總督府頒授紳章。
蕭恩鄉歷任佳冬信用組合長、佳冬莊長、州協議會員、高雄州青果同業組合副組長、高雄青果株式會社取締役、台灣總督府評議會員等職務，戰後則擔任省立屏東救濟院院長、台灣青果運銷合作社理事主席、內政部南區老人之家第一任主任等職，曾幫過大路關人向辜顯榮討回墾地。因此在橋本九八氏頌德碑有其名。